# Polgár
Polgár is een plaats (város) en gemeente in het Hongaarse comitaat Hajdú-Bihar. Polgár telt 8438 inwoners (2001).